# Lista odcinków serialu Poślubione armii
Poniżej znajduje się lista odcinków serialu telewizyjnego Poślubione armii – który był emitowany przez amerykańską stację telewizyjną Lifetime od 3 czerwca 2007 roku do 9 czerwca 2013 roku. w Polsce natomiast przez stację Fox Life od 6 listopada 2007 r. Powstało 7 serii składających się łącznie ze 117 odcinków.

## Przegląd serii
| Seria | Seria | Odcinki | Premiera         | Finał                | Premiera             | Finał                | Wydania DVD                                  | Wydania DVD | Wydania DVD |
| Seria | Seria | Odcinki | Premiera         | Finał                | Premiera             | Finał                | Region 1                                     | Region 2    | Region 4    |
| ----- | ----- | ------- | ---------------- | -------------------- | -------------------- | -------------------- | -------------------------------------------- | ----------- | ----------- |
|       | 1     | 13      | 3 czerwca 2007   | 26 sierpnia 2007     | 6 listopada 2007     | 29 stycznia 2008     | 10 czerwca 2008                              | brak danych | brak danych |
|       | 2     | 19      | 8 czerwca 2008   | 2 listopada 2008     | 14 lipca 2009        | 7 sierpnia 2009      | 2 czerwca 2009                               | brak danych | brak danych |
|       | 3     | 18      | 7 czerwca 2009   | 11 października 2009 | 6 października 2009  | 3 lutego 2010        | 9 lutego 2010                                | brak danych | brak danych |
|       | 4     | 18      | 11 kwietnia 2010 | 22 sierpnia 2010     | 5 października 2010  | 1 lutego 2011        | 14 grudnia 2010                              | brak danych | brak danych |
|       | 5     | 13      | 6 marca 2011     | 12 czerwca 2011      | 3 października 2011  | 2 stycznia 2012      | 27 września 2011                             | brak danych | brak danych |
|       | 6     | 23      | 4 marca 2012     | 9 września 2012      | 18 października 2012 | 14 lutego 2013       | 18 września 2012 cz. 1 18 grudnia 2012 cz. 2 | brak danych | brak danych |
|       | 7     | 13      | 10 marca 2013    | 9 czerwca 2013       | 11 sierpnia 2013     | 27 października 2013 | brak danych                                  | brak danych | brak danych |

## Sezon 1
| Nr | Tytuł                  | Tytuł polski            | Premiera         | Premiera w Polsce | Kod   |
| -- | ---------------------- | ----------------------- | ---------------- | ----------------- | ----- |
| 1  | A Tribe Is Born        | Narodziny klanu         | 3 czerwca 2007   | 6 listopada 2007  | #1.1  |
| 2  | After Birth            | Rozstanie               | 10 czerwca 2007  | 13 listopada 2007 | #1.2  |
| 3  | The Art Of Separation  | Sztuka separacji        | 17 czerwca 2007  | 20 listopada 2007 | #1.3  |
| 4  | One Of Our Own         | Jeden z nas             | 24 czerwca 2007  | 27 listopada 2007 | #1.4  |
| 5  | Independence Day       | Dzień Niepodległości    | 1 lipca 2007     | 4 grudnia 2007    | #1.5  |
| 6  | Who We Are             | Tożsamość               | 8 lipca 2007     | 11 grudnia 2007   | #1.6  |
| 7  | Hail & Farewell        | Powitanie i pożegnanie  | 15 lipca 2007    | 18 grudnia 2007   | #1.7  |
| 8  | Only The Lonely        | Samotność               | 22 lipca 2007    | 25 grudnia 2007   | #1.8  |
| 9  | Nobody's Perfect       | Nikt nie jest doskonały | 29 lipca 2007    | 1 stycznia 2008   | #1.9  |
| 10 | Dirty Laundry          | Pranie brudów           | 1 sierpnia 2007  | 8 stycznia 2008   | #1.10 |
| 11 | Truth And Consequences | Prawda i konsekwencje   | 12 sierpnia 2007 | 15 stycznia 2008  | #1.11 |
| 12 | Rules Of Engagement    | Reguły zaangażowania    | 19 sierpnia 2007 | 22 stycznia 2008  | #1.12 |
| 13 | Goodbye Stranger       | Rozstania i pożegnania  | 26 sierpnia 2007 | 29 stycznia 2008  | #1.13 |

## Sezon 2
| Nr | Tytuł                          | Tytuł polski                | Premiera             | Premiera w Polsce | Kod   |
| -- | ------------------------------ | --------------------------- | -------------------- | ----------------- | ----- |
| 1  | Would You Know My Name         | Nie wiem czy mnie pamiętasz | 8 czerwca 2008       | 14 lipca 2009     | #2.1  |
| 2  | Strangers in a Strange Land    | Ziemia niczyja              | 15 czerwca 2008      | 15 lipca 2009     | #2.2  |
| 3  | The Messenger                  | Posłaniec                   | 22 czerwca 2008      | 16 lipca 2009     | #2.3  |
| 4  | Leaving the Tribe              | Trudne wybory               | 29 czerwca 2008      | 17 lipca 2009     | #2.4  |
| 5  | The Hero Returns               | Powrót bohatera             | 6 lipca 2008         | 20 lipca 2009     | #2.5  |
| 6  | Thicker Than Water             | Więzy krwi                  | 13 lipca 2008        | 21 lipca 2009     | #2.6  |
| 7  | Uncharted Territory            | Nieznany teren              | 20 lipca 2008        | 22 lipca 2009     | #2.7  |
| 8  | Loyalties                      | Lojalność                   | 27 lipca 2008        | 23 lipca 2009     | #2.8  |
| 9  | Casting Out the Net            | W sieci podejrzeń           | 3 sierpnia 2008      | 24 lipca 2009     | #2.9  |
| 10 | Duplicity                      | Obłuda                      | 10 sierpnia 2008     | 27 lipca 2009     | #2.10 |
| 11 | Mothers & Wives                | Matki i żony                | 17 sierpnia 2008     | 28 lipca 2009     | #2.11 |
| 12 | Great Expectations             | Wielkie oczekiwanie         | 7 września 2008      | 29 lipca 2009     | #1.12 |
| 13 | Safe Havens                    | Bezpieczne miejsce          | 14 września 2008     | 30 lipca 2009     | #2.13 |
| 14 | Payback                        | Zapłata                     | 21 września 2008     | 31 lipca 2009     | #2.14 |
| 15 | Thank You for Letting Me Share | Wzajemne wsparcie           | 5 października 2008  | 3 sierpnia 2009   | #2.15 |
| 16 | Transitions                    | Wyrzeczenia                 | 12 października 2008 | 4 sierpnia 2009   | #2.16 |
| 17 | All in the Family              | Wszystko w rodzinie         | 19 października 2008 | 5 sierpnia 2009   | #2.17 |
| 18 | Departures, Arrivals           | Odloty, przyloty            | 26 października 2008 | 6 sierpnia 2009   | #2.18 |
| 19 | Last Minute Changes            | Obowiązki wzywają           | 2 listopada 2008     | 7 sierpnia 2009   | #2.19 |

## Sezon 3
| Nr | Tytuł                    | Tytuł polski         | Premiera             | Premiera w Polsce    | Kod   |
| -- | ------------------------ | -------------------- | -------------------- | -------------------- | ----- |
| 1  | Best Laid Plans          | Zmiana planów        | 7 czerwca 2009       | 6 października 2009  | #3.1  |
| 2  | About Face               | Trudne pytania       | 14 czerwca 2009      | 13 października 2009 | #3.2  |
| 3  | Moving Out               | Przeprowadzka        | 21 czerwca 2009      | 20 października 2009 | #1.3  |
| 4  | Incoming                 | Przybycie            | 28 czerwca 2009      | 27 października 2009 | #3.4  |
| 5  | Disengagement            | Rozdarcie            | 5 lipca 2009         | 3 listopada 2009     | #3.5  |
| 6  | Family Readiness         | Sprawy rodzinne      | 12 lipca 2009        | 10 listopada 2009    | #3.6  |
| 7  | Onward Christian Soldier | Zmiany na lepsze     | 19 lipca 2009        | 17 listopada 2009    | #3.7  |
| 8  | Post and Prejudice       | Uprzedzenia          | 26 lipca 2009        | 24 listopada 2009    | #3.8  |
| 9  | Coming Home              | Powrót do domu       | 2 sierpnia 2009      | 1 grudnia 2009       | #3.9  |
| 10 | M.I.A.                   | Oczekiwanie          | 9 sierpnia 2009      | 8 grudnia 2009       | #3.10 |
| 11 | Operation: Tango         | Operacja: Tango      | 16 sierpnia 2009     | 15 grudnia 2009      | #3.11 |
| 12 | First Response           | Szokująca informacja | 23 sierpnia 2009     | 22 grudnia 2009      | #3.12 |
| 13 | Duty to Inform           | Tajemnica            | 30 sierpnia 2009     | 29 grudnia 2009      | #3.13 |
| 14 | Need To Know Basis       | Znajomość podstaw    | 13 września 2009     | 6 stycznia 2010      | #3.14 |
| 15 | As Time Goes By...       | Upływ czasu          | 20 września 2009     | 13 stycznia 2010     | #3.15 |
| 16 | Shrapnel and Alibis      | Odłamek alibi        | 27 września 2009     | 20 stycznia 2010     | #3.16 |
| 17 | Fire In The Hole         | Fala uderzeniowa     | 4 października 2009  | 27 stycznia 2010     | #3.17 |
| 18 | Fields of Fire           | Strefa ognia         | 11 października 2009 | 3 lutego 2010        | #3.18 |

## Sezon 4
| Nr | Tytuł                 | Tytuł polski                    | Premiera         | Premiera w Polsce    | Kod   |
| -- | --------------------- | ------------------------------- | ---------------- | -------------------- | ----- |
| 1  | Collateral Damage     | Nieprzewidziane straty          | 11 kwietnia 2010 | 5 października 2010  | #4.1  |
| 2  | Stars & Stripes       | Leczenie ran                    | 18 kwietnia 2010 | 12 października 2010 | #4.2  |
| 3  | Counterattack         | Kontratak                       | 25 kwietnia 2010 | 19 października 2010 | #4.3  |
| 4  | Be All You Can Be     | Pierwsze urodziny               | 2 maja 2010      | 26 października 2010 | #4.4  |
| 5  | Guns & Roses          | Dzień matki                     | 9 maja 2010      | 2 listopada 2010     | #4.5  |
| 6  | Evasive Maneuvers     | Uniki                           | 16 maja 2010     | 9 listopada 2010     | #4.6  |
| 7  | Heavy Losses          | Poważne straty                  | 23 maja 2010     | 16 listopada 2010    | #4.7  |
| 8  | Over and Out          | Bez odbioru                     | 6 czerwca 2010   | 23 listopada 2010    | #4.8  |
| 9  | New Orders            | Nowe rozkazy                    | 13 czerwca 2010  | 30 listopada 2010    | #4.9  |
| 10 | Trial and Error       | Metodą prób i błędów            | 20 czerwca 2010  | 7 grudnia 2010       | #4.10 |
| 11 | Safety First          | Bezpieczeństwo przede wszystkim | 27 czerwca 2010  | 14 grudnia 2010      | #4.11 |
| 12 | Change of Station     | Zmiana położenia                | 11 lipca 2010    | 21 grudnia 2010      | #4.12 |
| 13 | Army Strong           | Siła armii                      | 18 lipca 2010    | 28 grudnia 2010      | #4.13 |
| 14 | AWOL                  | Nagłe zniknięcie                | 25 lipca 2010    | 4 stycznia 2011      | #4.14 |
| 15 | Hearts and Minds      | Serca i umysły                  | 1 sierpnia 2010  | 11 stycznia 2011     | #4.15 |
| 16 | Mud, Sweat, and Tears | Błoto, pot i łzy                | 8 sierpnia 2010  | 18 stycznia 2011     | #4.16 |
| 17 | Murder in Charleston  | Morderstwo w Charleston         | 15 sierpnia 2010 | 25 stycznia 2011     | #4.17 |
| 18 | Forward March         | Naprzód, marsz!                 | 22 sierpnia 2010 | 1 lutego 2011        | #4.18 |

## Sezon 5
| Nr | Tytuł                          | Tytuł polski        | Premiera         | Premiera w Polsce    | Kod   |
| -- | ------------------------------ | ------------------- | ---------------- | -------------------- | ----- |
| 1  | Line of Departure              | Rozłąka             | 6 marca 2011     | 3 października 2011  | #5.1  |
| 2  | Command Presence               | Nowe wyzwania       | 13 marca 2011    | 10 października 2011 | #5.2  |
| 3  | Movement to Contact            | Niechciana bliskość | 20 marca 2011    | 17 października 2011 | #5.3  |
| 4  | On Behalf of a Grateful Nation | W imieniu narodu    | 27 marca 2011    | 24 października 2011 | #5.4  |
| 5  | Soldier On                     | Naprzód             | 3 kwietnia 2011  | 31 października 2011 | #5.5  |
| 6  | Walking Wounded                | Otwarte rany        | 10 kwietnia 2011 | 7 listopada 2011     | #5.6  |
| 7  | Strategic Alliances            | Sojusz strategiczny | 17 kwietnia 2011 | 14 listopada 2011    | #5.7  |
| 8  | Supporting Arms                | Nadchodzi wsparcie  | 1 maja 2011      | 21 listopada 2011    | #5.8  |
| 9  | Countermeasures                | Przeciwdziałanie    | 8 maja 2011      | 28 listopada 2011    | #5.9  |
| 10 | Battle Buddies                 | Przyjaźń w okopach  | 15 maja 2011     | 5 grudnia 2011       | #5.10 |
| 11 | Drop Zone                      | Strefa zrzutu       | 22 maja 2011     | 12 grudnia 2011      | #5.11 |
| 12 | Fire Fight                     | Starcie             | 5 czerwca 2011   | 19 grudnia 2011      | #5.12 |
| 13 | Farewell To Arms               | Pożegnanie z bronią | 12 czerwca 2011  | 2 stycznia 2012      | #5.13 |

## Sezon 6
| Nr | Tytuł                 | Tytuł polski         | Premiera         | Premiera w Polsce    | Kod   |
| -- | --------------------- | -------------------- | ---------------- | -------------------- | ----- |
| 1  | Winds of War          | Powiew wojny         | 4 marca 2012     | 18 października 2012 | #6.1  |
| 2  | Perchance to Dream    | Prawo do marzeń      | 4 marca 2012     | 25 października 2012 | #6.2  |
| 3  | The Best of Friends   | Najlepszy przyjaciel | 11 marca 2012    | 1 listopada 2012     | #6.3  |
| 4  | Learning Curve        | Nauczka              | 18 marca 2012    | 8 listopada 2012     | #6.4  |
| 5  | True Colors           | Prawdziwa twarz      | 25 marca 2012    | 15 listopada 2012    | #6.5  |
| 6  | Viral                 | Wirus                | 1 kwietnia 2012  | 22 listopada 2012    | #6.6  |
| 7  | System Failure        | Błąd systemu         | 8 kwietnia 2012  | 29 listopada 2012    | #6.7  |
| 8  | Casualties            | Ofiary               | 15 kwietnia 2012 | 29 listopada 2012    | #6.8  |
| 9  | Non-Combatants        | Cywile               | 22 kwietnia 2012 | 6 grudnia 2012       | #6.9  |
| 10 | After Action Report   | Raport z działań     | 29 kwietnia 2012 | 6 grudnia 2012       | #6.10 |
| 11 | Fallout               | Rezultat             | 6 maja 2012      | 13 grudnia 2012      | #6.11 |
| 12 | Blood Relative        | Więzi krwi           | 13 maja 2012     | 13 grudnia 2012      | #6.12 |
| 13 | General Complications | Ogólne problemy      | 20 maja 2012     | 20 grudnia 2012      | #6.13 |
| 14 | Fatal Reaction        | Śmiertelna reakcja   | 24 czerwca 2012  | 27 grudnia 2012      | #6.14 |
| 16 | Tough Love            | Trudna miłość        | 1 lipca 2012     | 3 stycznia 2013      | #6.15 |
| 16 | Battle Scars          | Blizny po bitwie     | 8 lipca 2012     | 3 stycznia 2013      | #6.16 |
| 17 | Hello Stranger        | Witaj nieznajomy     | 15 lipca 2012    | 10 stycznia 2013     | #6.17 |
| 18 | Baby Steps            | Małymi krokami       | 22 lipca 2012    | 10 stycznia 2013     | #6.18 |
| 19 | Centennial            | Setna rocznica       | 5 sierpnia 2012  | 17 stycznia 2013     | #6.19 |
| 20 | The War at Home       | Wojna domowa         | 12 sierpnia 2012 | 24 stycznia 2013     | #6.20 |
| 21 | Handicap              | Słabość              | 19 sierpnia 2012 | 31 stycznia 2013     | #6.21 |
| 22 | Domestic Maneuvers    | Manewry              | 26 sierpnia 2012 | 7 lutego 2012        | #6.22 |
| 23 | Onward                | Na przód             | 9 września 2012  | 14 lutego 2013       | #6.23 |

## Sezon 7
W Polsce premierowe odcinki 7 sezonu Poślubione armii emitowane są od 11 sierpnia 2013 roku na kanale Fox Life.
| Nr | Tytuł              | Tytuł polski               | Premiera         | Premiera w Polsce    | Kod   |
| -- | ------------------ | -------------------------- | ---------------- | -------------------- | ----- |
| 1  | Ashes to Ashes     | Z prochu powstałeś         | 20 marca 2013    | 11 sierpnia 2013     | #7.1  |
| 2  | From the Ashes     | W proch się obrócisz       | 17 marca 2013    | 18 sierpnia 2013     | #7.2  |
| 3  | Blowback           | Reperkusje                 | 24 marca 2013    | 25 sierpnia 2013     | #7.3  |
| 4  | Hearth and Home    | Domowe ognisko             | 31 marca 2013    | 1 września 2013      | #7.4  |
| 5  | Disarmament        | Rozbrojenie                | 7 kwietnia 2013  | 8 września 2013      | #7.5  |
| 6  | Losing Battles     | Przegrane bitwy            | 14 kwietnia 2013 | 15 września 2013     | #7.6  |
| 7  | Brace for Impact   | Przygotowania do uderzenia | 21 kwietnia 2013 | 22 września 2013     | #7.7  |
| 8  | Jackpot            | Najwyższa stawka           | 28 kwietnia 2013 | 29 września 2013     | #7.8  |
| 9  | Blood and Treasure | Krew i skarb               | 5 maja 2013      | 6 października 2013  | #7.9  |
| 10 | Reckoning          | Ocena                      | 12 maja 2013     | 13 października 2013 | #7.10 |
| 11 | Adjustment Period  | Okres przystosowania       | 19 maja 2013     | 20 października 2013 | #7.11 |
| 12 | Damaged            | Zniszczenia                | 2 czerwca 2013   | 27 października 2013 | #7.12 |
| 13 | All or Nothing     | Wszystko albo nic          | 9 czerwca 2013   | 27 października 2013 | #7.13 |